# Gnomulus laevis
Espèce
Synonymes
- Pelitnus laevis Schwendinger, 1992

Gnomulus laevis est une espèce d'opilions laniatores de la famille des Sandokanidae.

## Distribution
Cette espèce est endémique du Sarawak en Malaisie. Elle se rencontre vers Kuching.

## Description
L'holotype mesure 9 mm.
Les mâles mesurent de 6,91 à 7,88 mm et les femelles de 6,94 à 7,88 mm.

## Systématique et taxinomie
Cette espèce a été décrite sous le protonyme Pelitnus laevis par Schwendinger en 1992. Elle est placée dans le genre Gnomulus par Martens et Schwendinger en 1998.

## Publication originale
- Roewer, 1915 : « 106 neue Opilioniden. » Archiv für Naturgeschichte, vol. 81, no 3, p. 1–152 (texte intégral).